# NGC 7085
NGC 7085 is een spiraalvormig sterrenstelsel in het sterrenbeeld Pegasus. Het hemelobject werd op 3 augustus 1864 ontdekt door de Duitse astronoom Albert Marth.

## Synoniemen
- MCG 1-55-1
- ZWG 402.2
- KARA 919
- NPM1G +06.0539
- PGC 66926